# 博多コネクティッド

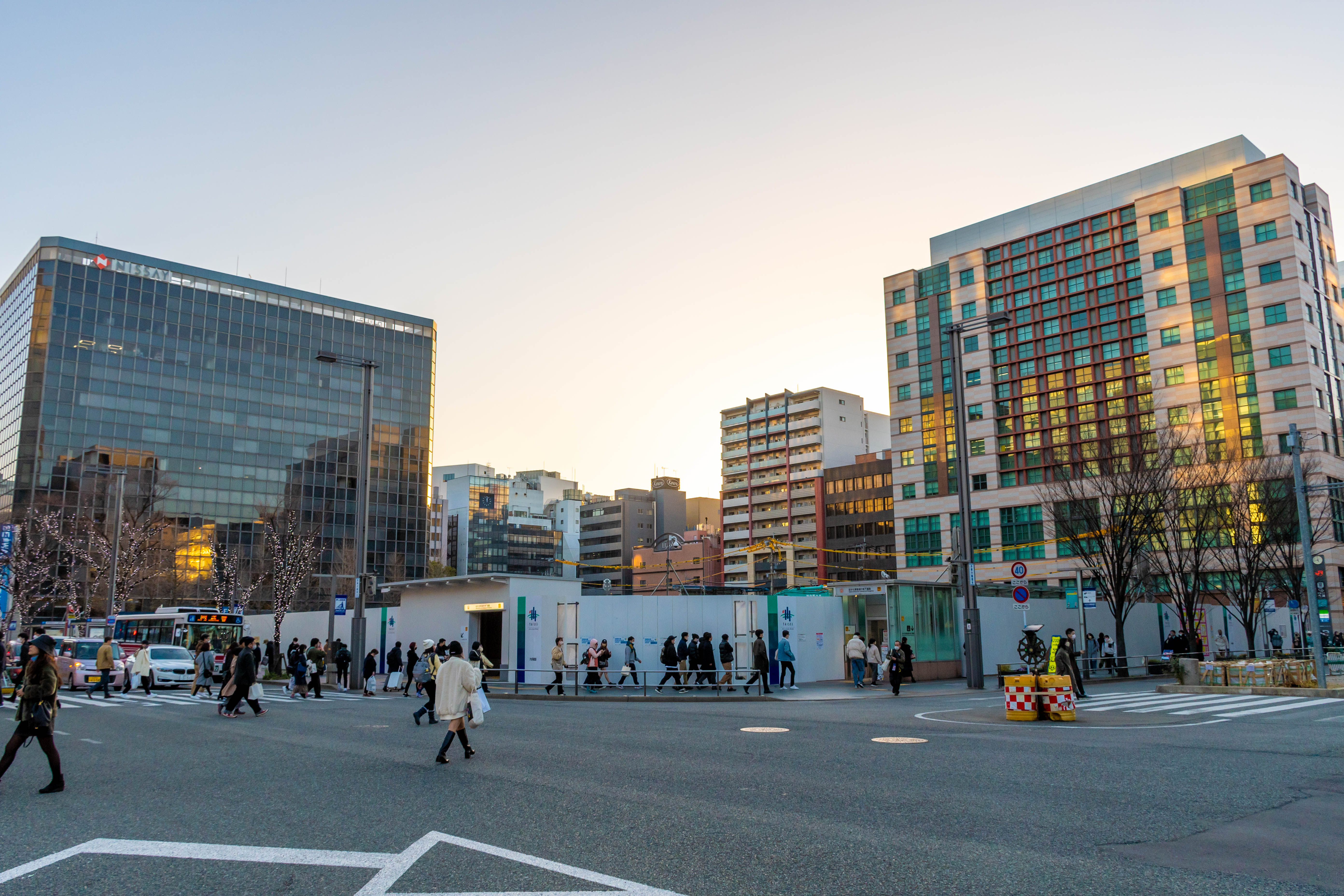
工事が進む西日本シティ銀行本店本館ビル跡地（2023年1月）

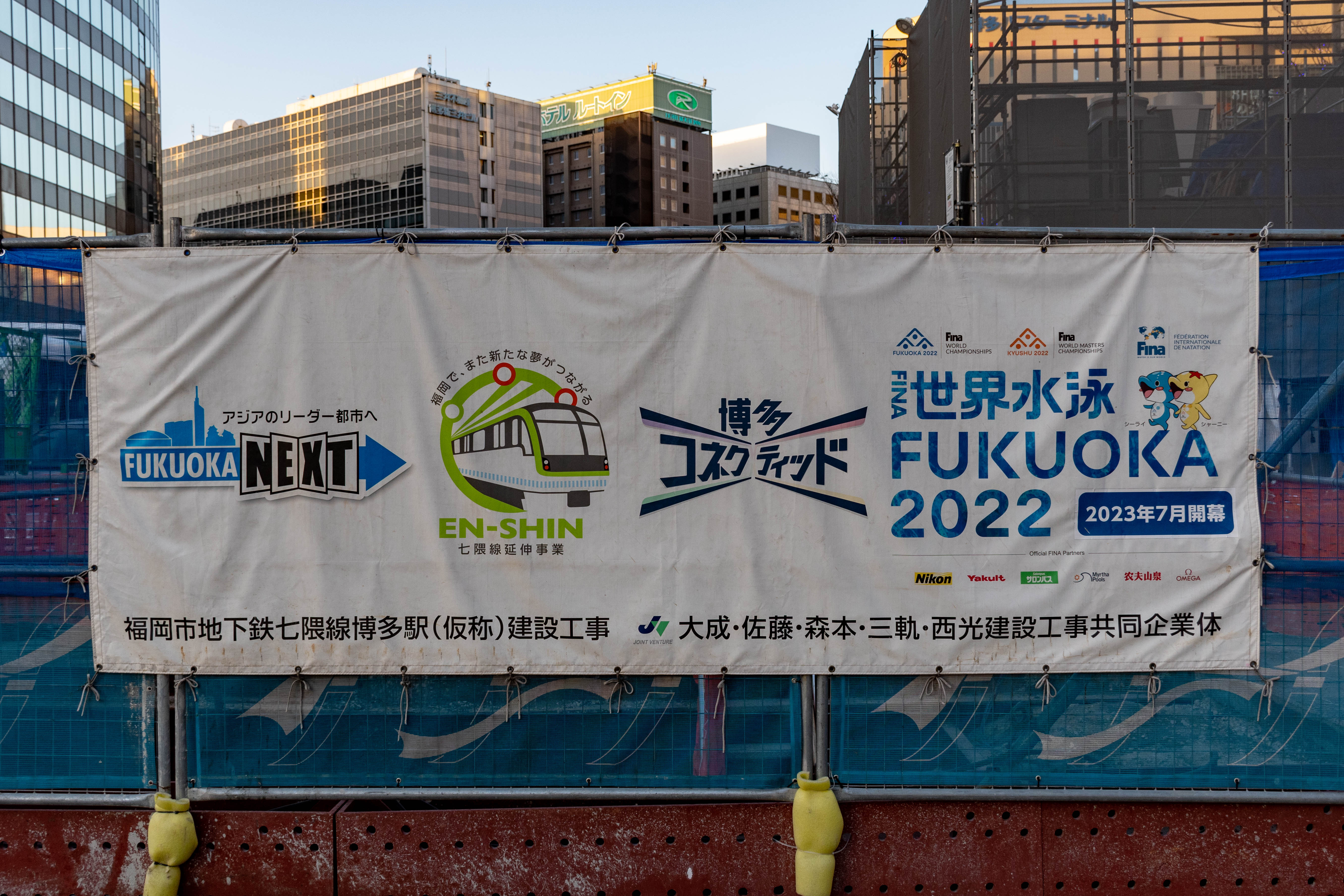
七隈線延伸工事の現場に掲げられる博多コネクティッド関連の横断幕

博多コネクティッド（はかたコネクティッド）は、2019年から実施されている福岡市博多区の博多駅周辺の都市開発計画の総称である。

## 概要
博多駅から半径約500 m以内（約80 ha）での地下鉄七隈線延伸やはかた駅前通り再整備など、交通基盤の拡充とあわせ、容積率などの規制緩和により、耐震性の高い先進的なビルへと建て替える再開発計画である。
福岡市は、2028年までの10年間に約20棟の建て替えを目標としており、2021年2月末時点で15棟のビルが建て替え完了または進行中である。2018年時点の試算によると、延床面積は約1.5倍の498,000 m2、雇用者数は約1.6倍の51,000人、建設投資効果は2,600億円、経済波及効果は5,000億円/年が見込まれている。
博多コネクティッドの規制緩和第1号となる「博多イーストテラス」が2022年8月5日に竣工した。

## 沿革
- 2019年（平成31年/令和元年）
  - 1月 - 「天神ビッグバン」に続く博多エリアの再開発事業の名称を「博多コネクティッド」とし、本格始動[2]。
  - 3月 - 博多スターレーン閉館。
  - 3月 - JR九州が博多駅ビル（JR博多シティ）の拡張計画「博多駅空中都市構想」を発表[3]。
  - 4月 - 「博多駅前4丁目計画」着工[4]。
  - 8月 - 福岡県が2018年より公募を行っていた[5]福岡東総合庁舎敷地有効活用事業の優先交渉権者に、JR九州を代表とするグループが選ばれる[6]。
  - 12月 - 西日本シティ銀行は、博多駅前の本店ビル及び、大博通り沿いの別館ビル、事務本部ビルの連鎖的再開発を発表[7]。
- 2020年（令和2年）
  - 3月 - NTT都市開発が旧博多スターレーン跡地の開発概要を発表[8]。
  - 6月 - 西日本シティ銀行本店ビル閉館。
  - 7月 - 「博多駅東一丁目開発」（旧博多スターレーン跡地）着工[9]。
- 2021年（令和3年）
  - 2月 - 博多駅前4丁目計画が竣工し、名称を「博多深見パークビルディング」に決定[10]。
  - 3月 - 福岡東総合庁舎閉館。
  - 4月 - 博多駅歩行者デッキが延伸[11]。
  - 6月 - 博多駅筑紫口駅前広場のリニューアル工事着手[12]。
  - 7月 - 延伸工事中の地下鉄七隈線の新車両と新駅名が発表される[13][14]。
  - 9月 - 福岡市は、ANAクラウンプラザホテル福岡などがある博多駅前三丁目エリアを整備する地区計画を明らかにした[15][16]。
  - 10月 - 旧博多スターレーン跡地の名称が「博多イーストテラス」に決定[17]。
- 2022年（令和4年）
  - 1月 - 福岡地所がANAクラウンプラザホテル福岡の建て替えを発表[18]。
  - 3月 - 「福岡東総合庁舎敷地有効活用事業」着工。
  - 8月 - 博多イーストテラス竣工（第1号開発）。
  - 8月 - 博多駅筑紫口前広場のリニューアルが完了。
- 2023年（令和5年）
  - 3月 - 地下鉄七隈線の天神南・博多間が延伸開業[19]。
  - 3月 - 西日本シティ銀行は本店本館ビルの建て替え計画の概要を発表[20]。
  - 7月 - 博多駅東一丁目開発の名称が「コネクトスクエア博多」に決定[21]。
  - 8月 - 中央日本土地建物は事業中である「博多駅前三丁目プロジェクト」について博多コネクティッドボーナスの認定を受けたと発表[22]。
  - 8月 - 福岡市は明治公園整備・管理運営事業事業者公募について、優先交渉権者を決定したと発表[23]。
  - 11月 - 西日本シティ銀行新本店ビル（Walkプロジェクト）着工。
- 2024年（令和6年）
  - 3月 - コネクトスクエア博多竣工[24]（第2号開発）。
  - 5月 - 日本生命と三井不動産はそれぞれが所有する「日本生命博多駅前ビル」と「博多新三井ビル」の建て替えを発表[25]。
- 2025年（令和7年）
  - 2月 - 博多新三井ビル閉館。
  - 6月 - 中央日土地博多駅前ビル竣工[26]。

## 主なプロジェクト

### 建て替え事業

#### 博多駅東エリア
- 博多イーストテラス
- コネクトスクエア博多

#### 博多駅前エリア
- 住吉通り沿道
  - 博多深見パークビルディング[注釈 1]
  - 西日本シティ銀行本店本館ビル
  - ANAクラウンプラザホテル福岡
  - 中央日土地博多駅前ビル
  - 日本生命博多駅前ビル
- 大博通り沿道
  - 西日本シティ銀行本店別館ビル
  - 西日本シティ銀行事務本部ビル
  - 博多新三井ビル

#### 博多駅中央街エリア
- 博多駅空中都市プロジェクト（博多駅ビル拡張計画）

| 名称                                             | 外観 | 階数                 | 延床面積    | 竣工年月          | 事業者                           | 建て替え以前                 |
| ------------------------------------------------ | ---- | -------------------- | ----------- | ----------------- | -------------------------------- | ---------------------------- |
| 博多イーストテラス                               |      | - 地上10階 - 塔屋1階 | 29,200 m2   | 2022年8月         | - NTT都市開発 - 大成建設         | 博多スターレーン             |
| コネクトスクエア博多                             |      | - 地上12階 - 地下1階 | 21,535 m2   | 2024年3月         | - 九州旅客鉄道 - 福岡地所 - 麻生 | 福岡東総合庁舎               |
| 中央日土地博多駅前ビル                           |      | - 地上13階 - 地下2階 | 13,041 m2   | 2025年6月         | 中央日本土地建物                 | YJカード本社ビル             |
| （仮称）Walkプロジェクト新築工事                 |      | - 地上14階 - 地下4階 | 75,678 m2   | 2026年1月（予定） | - 西日本シティ銀行 - 福岡地所    | 西日本シティ銀行本店本館ビル |
| （仮称）西日本シティ銀行本店別館ビル建て替え計画 |      | 未定                 | 未定        | 2028年9月（予定） | - 西日本シティ銀行 - 福岡地所    | 西日本シティ銀行本店別館ビル |
| （仮称）西日本シティ銀行事務本部ビル建て替え計画 |      | 未定                 | 未定        | 2028年9月（予定） | - 西日本シティ銀行 - 福岡地所    | 西日本シティ銀行事務本部ビル |
| （仮称）ANAクラウンプラザホテル福岡建て替え計画  |      | 未定                 | 未定        | 2028年末（予定）  | 福岡地所                         | ANAクラウンプラザホテル福岡  |
| （仮称）博多駅空中都市プロジェクト               |      | - 地上12階 - 地下1階 | 約50,000 m2 | 2028年末（予定）  | 九州旅客鉄道                     | 博多駅在来線                 |
| （仮称）日本生命博多駅前ビル建て替え計画         |      | 未定                 | 未定        | 2028年末（予定）  | 日本生命                         | 日本生命博多駅前ビル         |
| （仮称）博多新三井ビル建て替え計画               |      | 未定                 | 未定        | 2028年末（予定）  | 三井不動産                       | 博多新三井ビル               |

### 整備事業
- 地下鉄七隈線延伸
- はかた駅前通り整備
- Fukuoka BRT
- 筑紫口前広場再整備
- 博多駅歩行者デッキ延伸
- 明治公園再整備

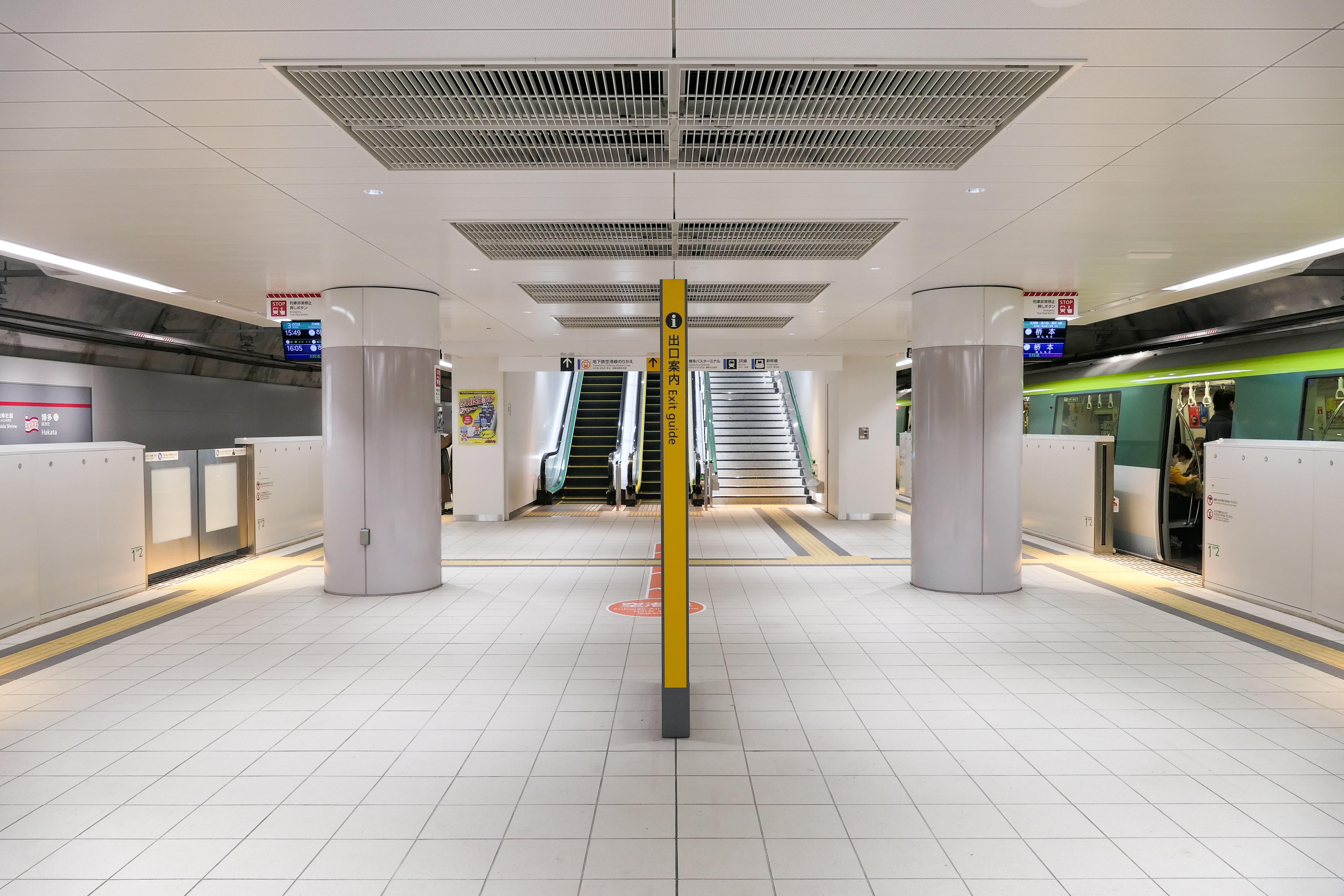
七隈線博多駅
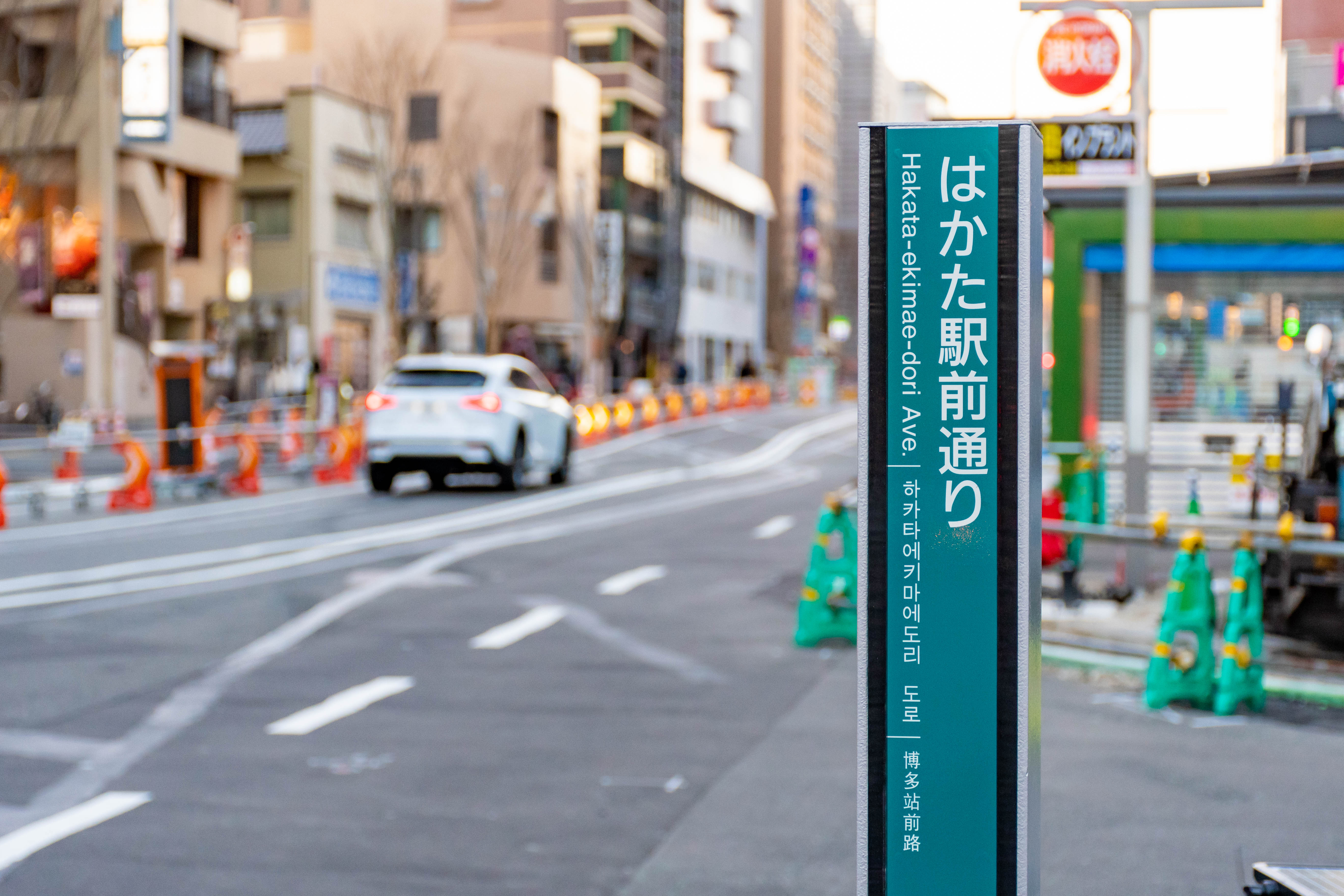
はかた駅前通り
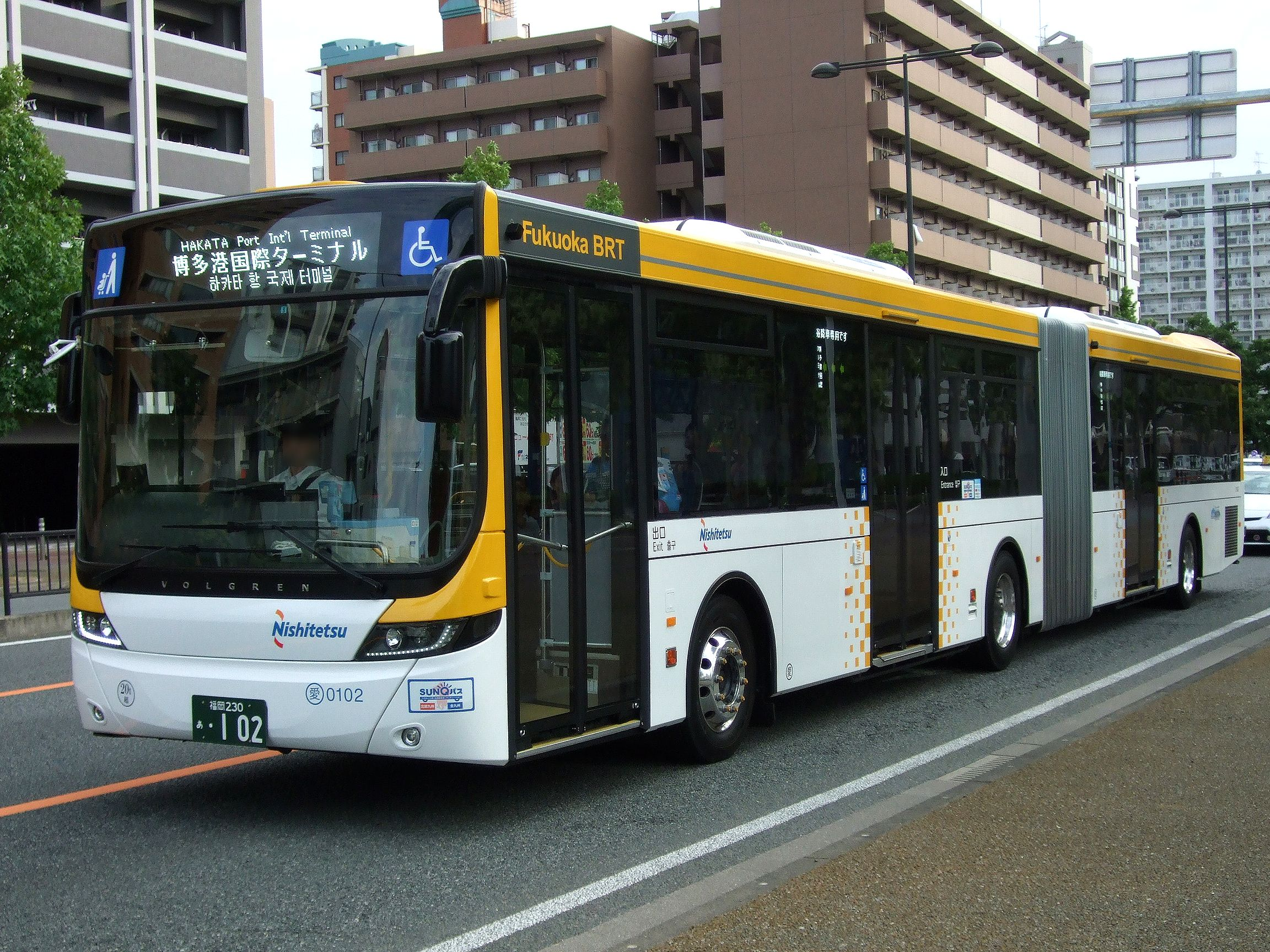
Fukuoka BRT
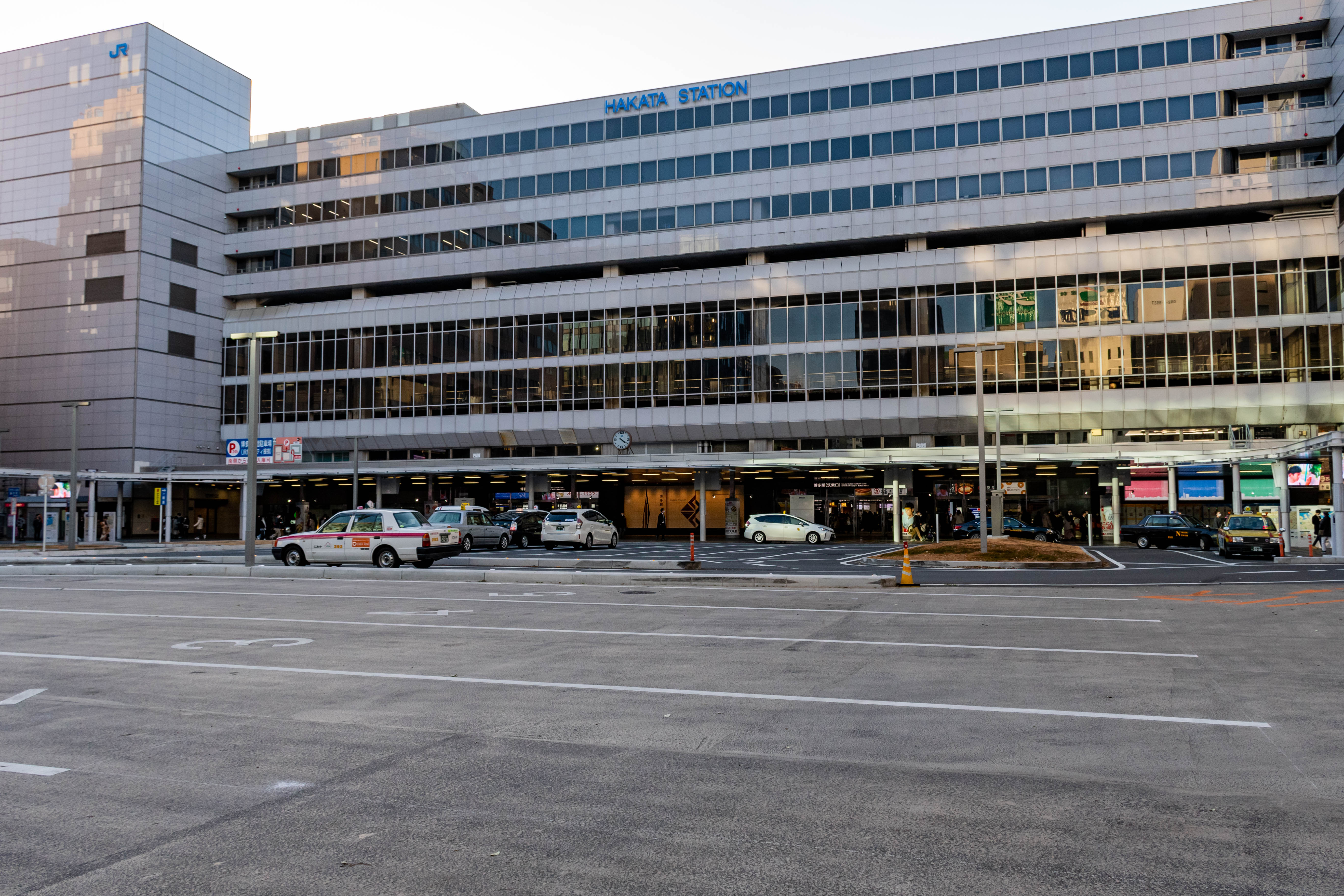
筑紫口前広場・ロータリー
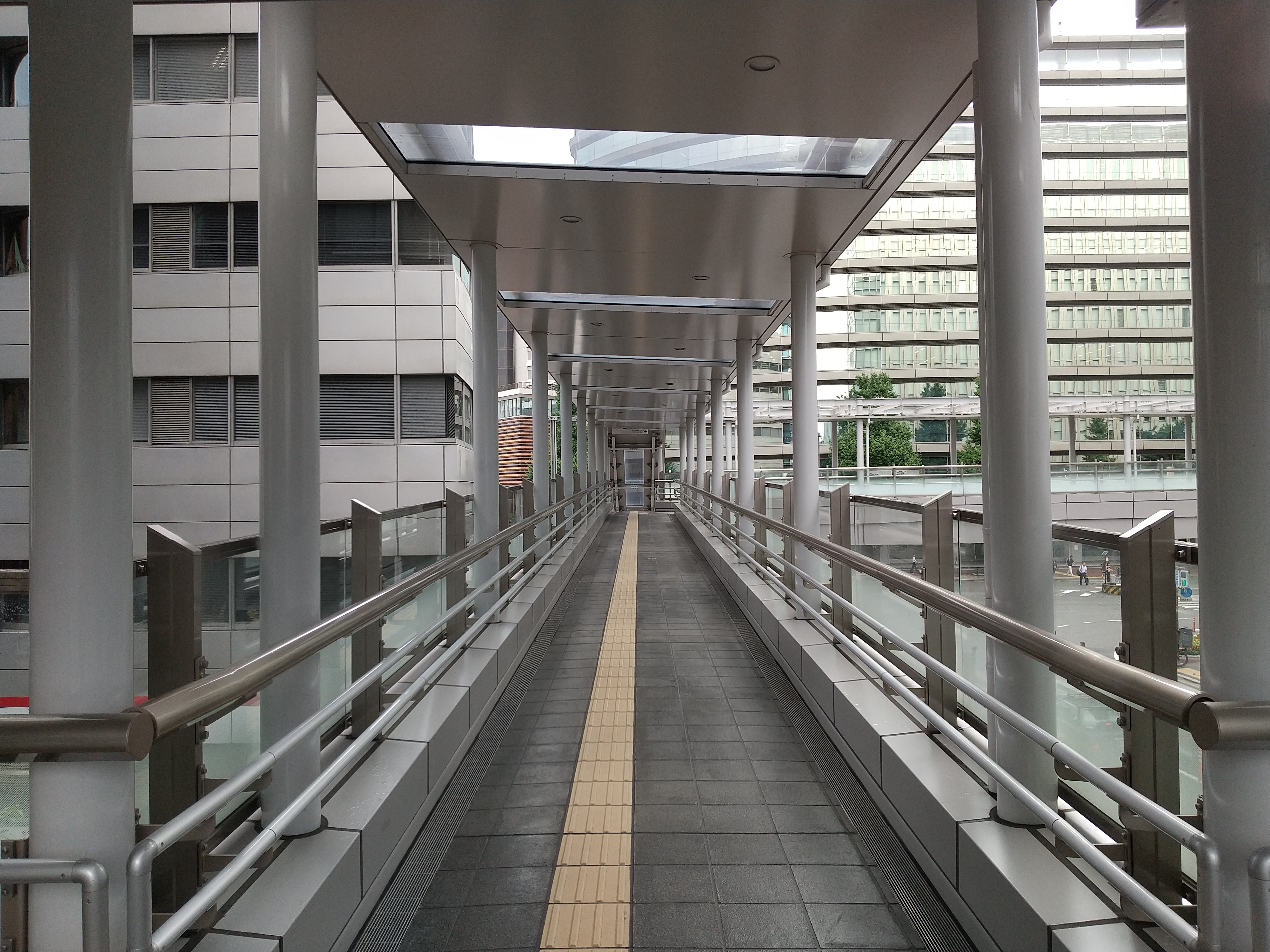
博多駅歩行者デッキ
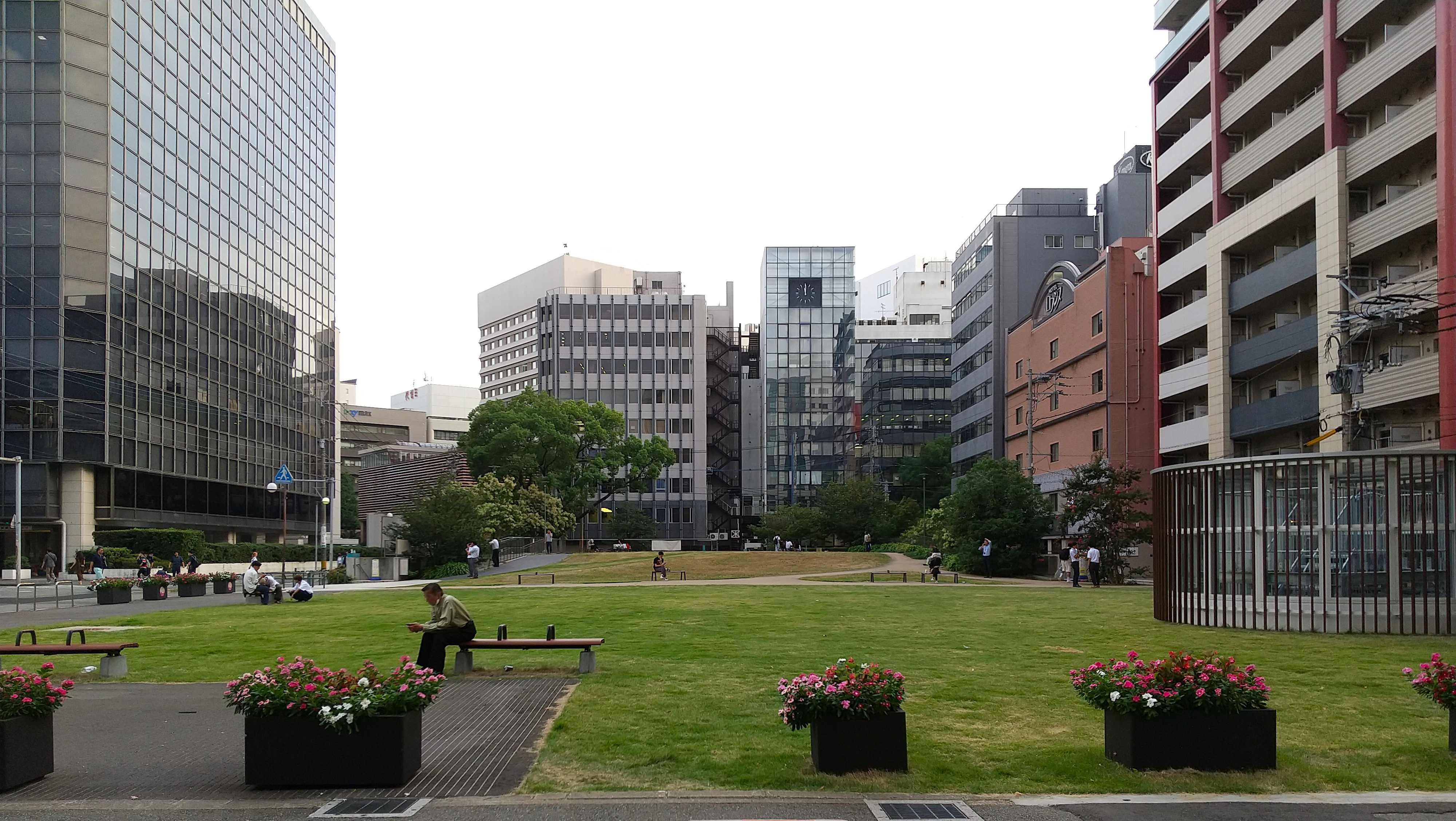
明治公園

### その他、再開発に関する動き
- 2020年1月1日付の毎日新聞によると、日本生命と住友生命が博多駅前に所有するビル2棟について、西日本シティ銀行本店と連携して建て替える方向で協議していると報道。3棟を通路で繋げることも検討中としている[27]。
- 2024年10月9日、博多駅前の「福岡センタービル」が2026年9月にも閉館し建て替えを含めたリニューアルを検討していることが明らかになった[28]。

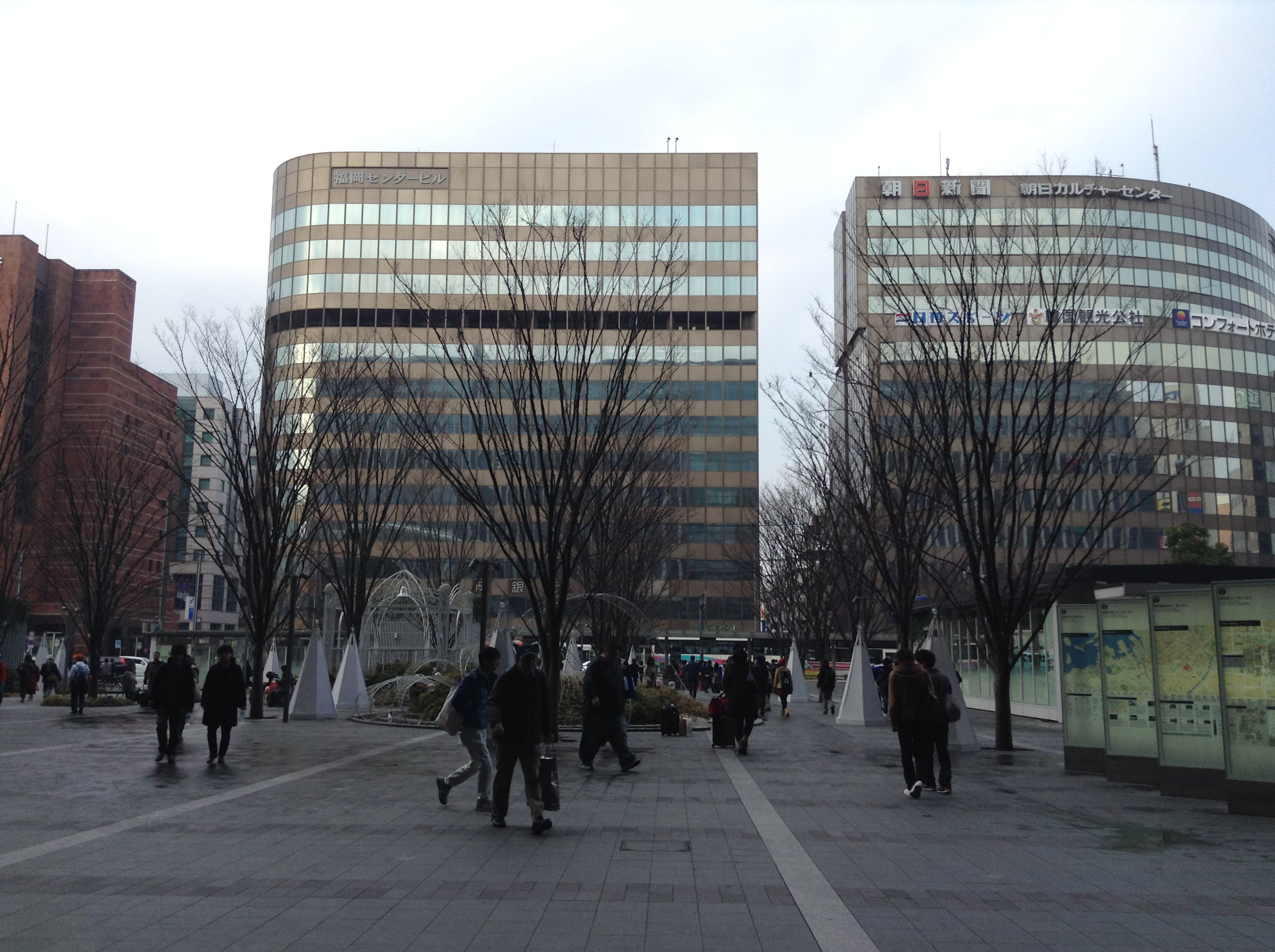
福岡センタービル